# Vnímání
Vnímání (též percepce) zachycuje to, co v daný okamžik působí na smysly, informuje o vnějším světě (barva, chuť) i vnitřním (bolest, zadýchání). Vnímání je subjektivním odrazem objektivní reality v našem vědomí prostřednictvím receptorů. Umožňuje základní orientaci v prostředí, respektive v aktuální situaci. Výsledky vnímání jsou počitky a vjemy.

## Počitek a vjem

Vybírání podstatných informací ze šumu veškerých vjemů je základní funkcí vzestupných nervových drah. Pokud je falešná informace nalézána i v náhodných datech, mluvíme o apofenii.

Počitek je nejjednodušším elementem našeho vnímání a je základním materiálem pro složitější procesy: paměť, myšlení. Jedná se o výsledný prvek jednoho analyzátoru (smyslu) – např. receptor + nerv + mozek. Tvoří obraz jednoho znaku vnímaného předmětu (např. modrá barva). Výsledkem většího množství počitků je vjem. Při zpracování počitků do větších celků se uplatňuje i myšlení, takže výsledný vjem je víc než suma jednotlivých částí.

## Zákonitosti vnímání

Optická iluze využívající zákona doplnění dobrého tvaru. Naše vnímaní má tendenci vnímat obrázek jako dva trojúhelníky, přičemž barvu trojúhelníku směřujícího dolů vnímáme kvůli většímu rozlišení jako světlejší než barvu pozadí.

Zákonitostmi vnímání se zabýval zvláště gestaltismus neboli tvarová psychologie. Právě gestaltisté byli zastánci toho, že celek je víc než jen souhrn částí. Mezi celkem a částmi existuje specifický vztah. Celek vytváří tzv. Gestalt (tvar), jehož uspořádání podléhá určitým pravidlům - Gestalt zákonům.
Nejdůležitějším Gestalt zákonem je tzv. zákon pregnantnosti, podle kterého Gestalt směřuje vždy k co nejjednoduššímu uspořádání prvků do jednoznačně definovatelného celku.
Z tohoto zákona jsou odvozeny i ty ostatní, např. zákon doplnění dobrého tvaru, zákon uzavřenosti, zákon blízkosti (části lokalizované blízko sebe mají tendenci se ve vjemu spojovat a vytvářet celek), zákon figury a pozadí (rozdělení vjemového pole na dominantní obrazec = figuru a pozadí).
Vnímání je tedy v zájmu zjednodušení a snadnější orientace člověka zkresleno, toho využívají tzv. optické klamy.
V dětství je dominantní vnímání sluchem, ale v dospělosti zrakem.

## Varianty zkresleného vnímání
Mezi hlavní příčinu iluzí patří aktuální emocionální vyladění pozorovatele. Například v parku večer člověk v každém stínu „vidí“ plížící se postavu.
Halucinace (pokud nejsou důsledkem psychoaktivních látek) vznikají jako obranný mechanismus proti tomu, co člověka vnitřně rozkládá. Je to totiž projekce něčeho z nitra do vnějšího okolí. Pro osoby postižené halucinací je totiž to, co je psychicky stravuje, už snesitelnější ve vnější realitě.
Zkreslené vnímání nebo změněné vnímání je způsobeno změněným chemickofyzikálním procesem v mozku. Takový proces může způsobovat špatný tělesný metabolismus nebo přijímání chemikálií, které přímo způsobují změněné vnímání. Příkladem takových metabolitů jsou například gliadinomorfin nebo kazomorfin, které jsou zařazeny mezi opiáty. Některé v potravě často se vyskytující proteiny jako lepky, kaseiny nebo ve vajíčkách či špenátu obsažené bílkoviny mohou být zažívacím procesem přeměněny na tzv. opioidní peptidy. Takové peptidy na tělo působí podobně jako morfin. U osob, které nejsou schopny opioidní peptidy dále zažíváním proměnit, se mohou vyvinout příznaky fyzické nebo duševní choroby. Dalším zdrojem neobvyklého vnímání mohou být například drogy, rtuť a jiné chemikálie, ovlivňující mozkovou činnost, ale i parazitární a bakteriální infekce postihující mozek. Neobvyklé vnímání se může projevovat například jako derealizace, depersonalizace, bludy či halucinace. Mezi chemické látky, které způsobují abnormální vnímání, způsobené chemickou změnou vědomí, patří např. toluen, rtuť, LSD, marihuana, ale i různé potraviny, z nichž špatný metabolismus dokáže vyrobit vědomí ovlivňující chemikálie.